# Єгоров Лев Миколайович
Лев Миколайович Єгоров (1 квітня 1942, місто Владивосток, тепер Російська Федерація) — радянський діяч, 1-й секретар Петропавловськ-Камчатського міського комітету КПРС Камчатської області. Член Центральної контрольної комісії КПРС у 1990—1991 роках.

## Життєпис
З 1959 року — робітник радіостанції селища Тавричанка Приморського краю, електромонтажник судноремонтного заводу міста Владивостока.
У 1966 році закінчив Далекосхідний технічний інститут рибної промисловості і господарства.
У 1967—1971 роках — слюсар-наладчик, механік заводу на суднах управління тралового і рефрижераторного флоту, механік, перший помічник капітана на суднах управління океанічного рибальства в місті Петропавловськ-Камчатському.
Член КПРС з 1969 року.
У 1971—1984 роках — інструктор Петропавловськ-Камчатського міського комітету КПРС Камчатської області; інструктор Камчатського обласного комітету КПРС; 2-й секретар Октябрського районного комітету КПРС міста Петропавловськ-Камчатський; секретар Петропавловськ-Камчатського міського комітету КПРС; 2-й секретар Петропавловськ-Камчатського міського комітету КПРС.
У 1981 році закінчив Хабаровську Вищу партійну школу.
У 1984—1986 роках — голова виконавчого комітету Петропавловськ-Камчатської міської ради депутатів трудящих.
У 1986—1991 роках — 1-й секретар Петропавловськ-Камчатського міського комітету КПРС Камчатської області.
Подальша доля невідома.